# ダッフルコート

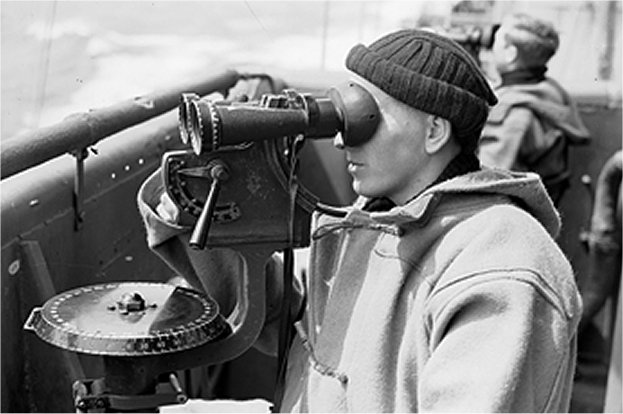
艦上でダッフルコートを着用するイギリス海軍兵士, 1941年撮影

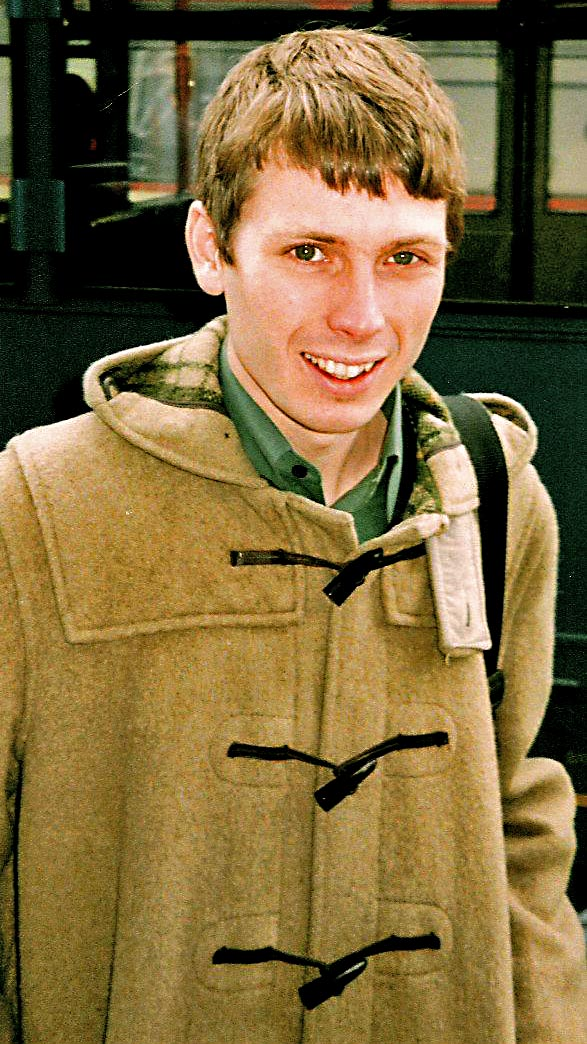
ダッフルコート　写真はフランツ・フェルディナンドのAlex Kapranos

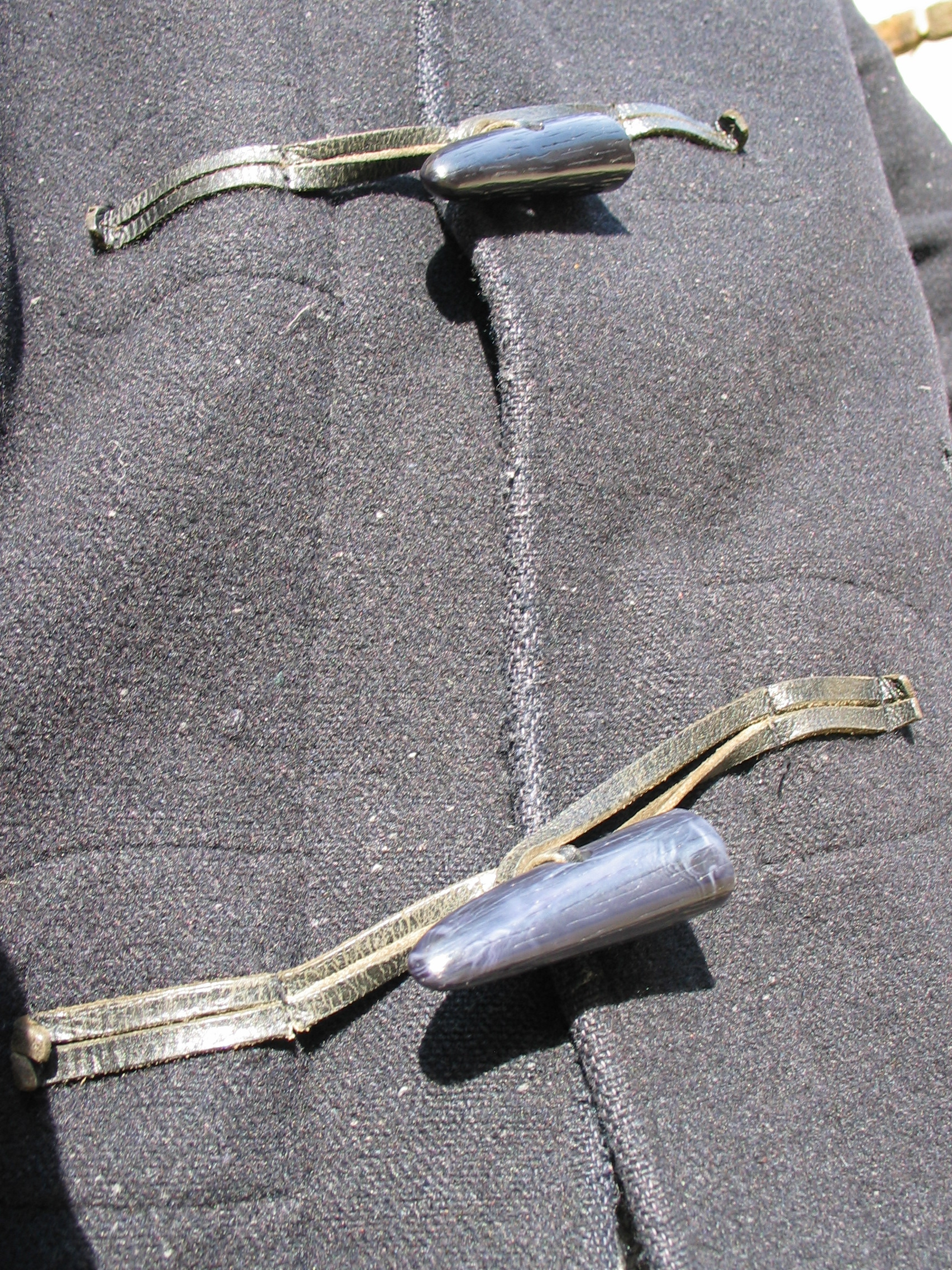
角のトグルと革紐のループが用いられた製品例

ダッフルコート（英語：duffle coat, duffel coat）は、外套（オーバーコート）の一種である。起源は16世紀頃にトルコからハンガリー経由でポーランド・リトアニア共和国に入ったツァマラ（en:Czamara）という民族衣装である。19世紀頃にはポーランドの民族衣装として一般化し、1850年代にはヨーロッパ中で流行した。第二次世界大戦時にイギリス海軍で防寒着として広く使用され、その余剰在庫品が大戦後に市場に出回ったことで一般化した。

## 概要
一般には起毛仕上げの厚手の二重綾織りのダッフル生地（紡毛織物、ウール生地）が使われたフード付きの防寒コートを指す。
その名前は荒めの黒いウール生地の生産地としてで有名だったベルギーの都市デュフェル（英語名・ダッフル）に由来するが、ダッフル生地やダッフルコート自体はデュフェルで生産されたものではない。ダッフル生地とメルトン生地と似ているが、ダッフル生地は表側の糸を仕上げ工程で切断して大きく毛羽立たせる点がメルトン生地と異なる。
イギリスでの起源は1887年のジョンパートリッジの製品にさかのぼることができ、これが船舶乗員用の防寒具を探していたイギリス海軍によって採用された。フロントはトグル（toggle）と称される浮き型の留め具と対になるループ数組によって留められるため、ボタンとは違い、手袋をしたまま服を脱着衣できるのが特長である。現在市販されているダッフルコートの基礎となったイギリス海軍用の製品は、裏地の無いキャメル色、木製トグル、麻紐のループ、帽子の上から被れる大きなフード、膝までの丈、肩からの水の染みこみを抑えるためのストームパッチを備え、各種制服の一番上に着用される被服として非常にゆったりした作りになっており、そのぶ厚い生地は弾薬箱の内側に貼られるウール製緩衝材を転用したものだと言われている。1950年代に「ダッフルコート」という名前が定着するまで海軍内部では「コンボイコート」と称され、一般には「モンティコート」として知られていた。特殊な例として丈が短くフードとストームパッチが無い軍医療関係者向けのものもある。
現在の民生品では、イギリスのジョンパートリッジ社、グローバーオール社、フランスのオールドイングランド社の製品が有名で、動物の角製トグルや革製のループが用いられているものもある。また、ダッフル生地ではなくポリエステルやフリースなどの生地を用い、形状のみを真似たものがダッフルコートと称されている例もある。日本では幅広い年齢層に愛用されているが、特に中学生や高校生が制服の上に着用することがよくみられる。
なお、ダッフルコート特有のトグルボタンが北海の漁師の使う浮きから来ていると説明されることもあるが、トグルボタンはツァマラ発祥の意匠である。